# Obesotoma simplex
Obesotoma simplex é uma espécie de gastrópode do gênero Obesotoma, pertencente à família Mangeliidae.